# Xestolabus constrictipennis
Espèce
Xestolabus constrictipennis est une espèce d'insectes coléoptères appartenant à la famille des Anthribidae.